# Dick Noel (jazztrombonist)
Richard 'Dick' Noel (1926 - 1989) was een Amerikaanse jazztrombonist. Hij was vooral actief als studiomuzikant in Los Angeles.

## Biografie
Noel was vanaf de vroege jaren 40 musicus in populaire Amerikaanse swingbands, de eerste was die van Les Brown (Noel's eerste opnames in 1943). Vanaf 1945 speelde hij bij Tommy Dorsey en vanaf 1946 bij Harry James, in de periode 1951–1953 opnieuw bij Les Brown. In de jaren erna was hij in Los Angeles actief als sessiemuzikant, te horen op opnames van o.m. Frank Sinatra/Axel Stordahl (1952), Ray Anthony, June Christy/Pete Rugolo, Buddy DeFranco, Fred Katz, Keely Smith, Jack Teagarden, Lucy Ann Polk, John Towner Williams, Bob Thompson, Maxwell Davis, Dick Cathcart, Paul Weston, Billy May met Anita O’Day (1959) en Ella Fitzgerald/ (1961), Greg McRitchie, The Four Freshmen, Marty Paich en Skip Martin. In de vroege jaren 60 werkte hij met Billy Eckstine, Frank Capp, Louie Bellson (Swings Jule Styne), Dave Pell, Dean Martin/Nelson Riddle (This Time I'm Swingin’), Glen Gray, Sammy Davis, Jr., Johnny Williams, The Modernaires (Play Tribute to Glenn Miller), Al Hirt, Elmer Bernstein (Movie & TV Themes) en Johnny Mandel (The Sandpiper, 1965)
Onder eigen naam nam Noel met zijn band Dick Noel & The Academy Brass rond 1968 het album Alright-Okay-You Win op, met jazznummers als "I Found a New Baby“, "When My Sugar Walks Down the Street“, "Thoroughly Modern Millie“ en "Dindi“, gearrangeerd door Billy Byers. Hij speelde rond 1970 in trombone-ensembles en schreef composities voor trombone, zoals "Concert Piece for trombone quartet“. Volgens discograaf Tom Lord speelde Noel tussen 1943 en 1965 mee op 267 opnamesessies, o.a. van Boyd Raeburn, Ziggy Elman (1947) en Herb Jeffries.